# 프로스트바이트 (게임 엔진)
프로스트바이트(영어: Frostbite)는 EA 디지털 일루션스 크리에이티브 엔터테인먼트에서 개발한 게임 엔진이다.

## 프로스트바이트 2.0
프로스트 바이트 1.5의 후속 엔진으로 전작보다 더욱 규모가 큰 효과를 줄 수 있는 엔진이며 다이렉트X 11을 기반으로 제작되어 다이렉트X 11을 지원하는 윈도우 비스타와 윈도 7 이후 버전만 가능하고 윈도우 XP는 지원이 되지 않는다. 이 엔진의 주된 특징은 맵의 절반 이상을 파괴할 수 있는 것이다. 만약 평지에서 대포를 쏘면 쏜 바닥이 파이는 등 지형의 영향을 줄 정도다. 동작은 피파에서 쓰이던 엔진 일부를 이용해서 더욱 현실적인 움직임을 만들었다. 광원, 물 그래픽(water graphics) 효과는 매우 뛰어나지만, 그 덕분에 높은 사양의 컴퓨터가 필요하다. 버그는 배틀필드3 베타보다는 많이 나아졌으나 오브젝트나 시체가 공중에 뜬다든지 그런 버그는 남아있다. 이 엔진은 배틀필드 3, 니드 포 스피드 더런, 메달 오브 아너: 워파이터 등의 게임에 사용되었다.

## 프로스트바이트 3.0
프로스트 바이트 2.0의 후속 엔진으로 전작보다 더욱 규모가 큰 효과를 줄 수 있는 엔진이다. 이 엔진은 다이렉트X 11을 기반으로 제작되어 다이렉트X 11을 지원하는 윈도우 비스타와 윈도 7 이후 버전만 가능하고 윈도우 XP는 지원이 되지 않는다. 이 엔진은 프로스트바이트 2.0보다 향상된 파괴효과를 보여준다. 이 엔진은 10월 29일날 정식 발매하는 배틀필드 4, 배틀필드 하드라인, 플랜츠 vs. 좀비 가든워페어의 엔진으로 쓰였다.